# Lemuel Gulliver
Lemuel Gulliver è il protagonista del libro I viaggi di Gulliver di Jonathan Swift. È un uomo di mezza età, britannico, che conosce la medicina e padroneggia la conoscenza delle lingue, con una grande passione per i viaggi.

## Descrizione

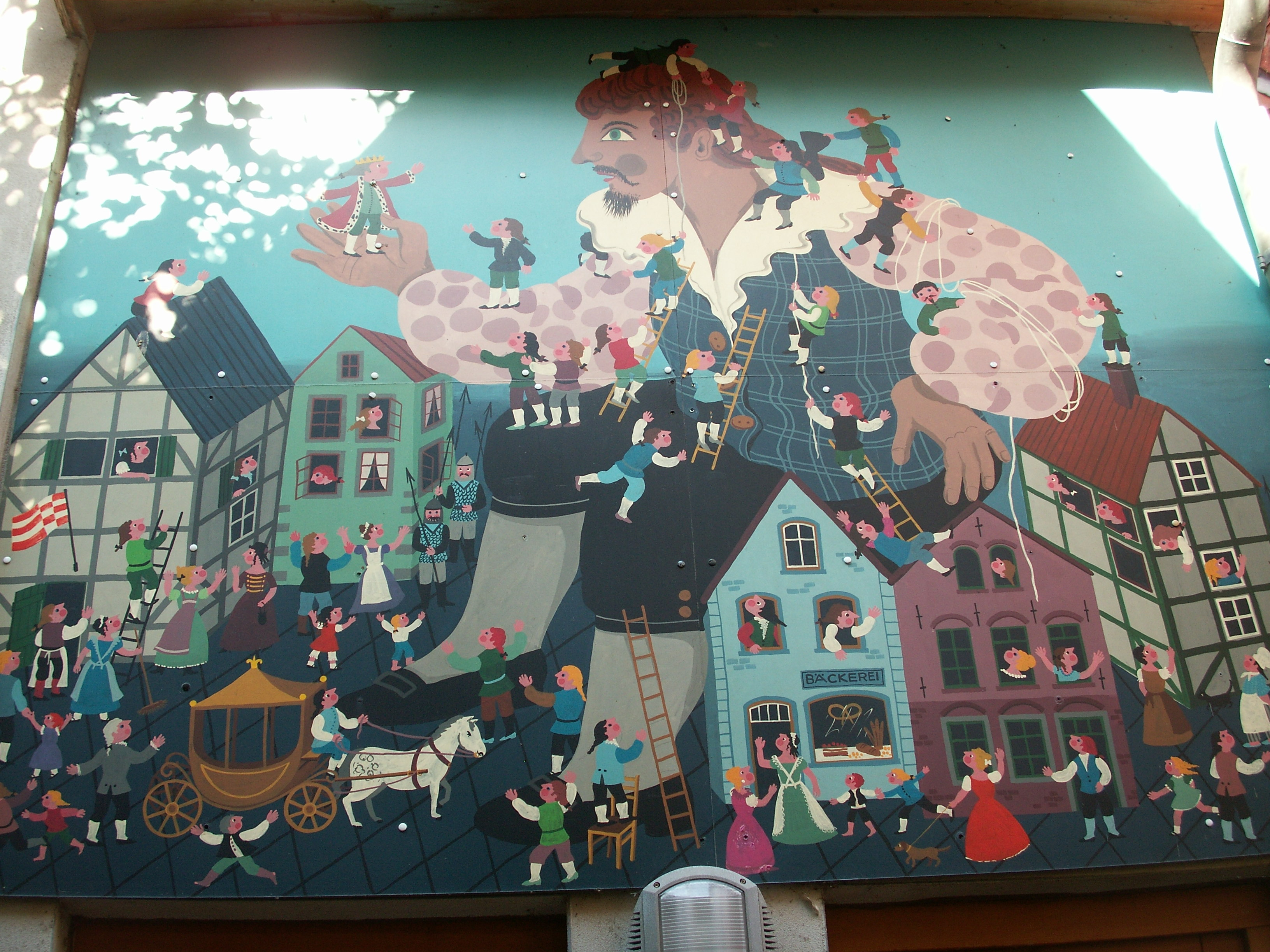
Lemuel Gulliver incontra i cittadini di Lilliput in un graffito di un artista anonimo, nella città tedesca di Brema

Secondo il romanzo, Gulliver è nato nel Nottinghamshire ma la sua famiglia è dell'Oxfordshire; ha studiato all'Emmanuel College a Cambridge, quindi è diventato apprendista di un eminente chirurgo di Londra e, ancora in seguito, ha studiato medicina all'Università di Leida. 
Prima delle avventure di viaggio raccontate nel romanzo, ha compiuto altri viaggi e, tra una partenza è l'altra, ha sposato Mary Burton con la quale ha avuto due figli: Johnny e Betty.
I viaggi di Gulliver cominciano nel 1699 e terminano nel 1715; egli sostiene di aver scritto le proprie memorie cinque anni dopo il suo ultimo ritorno in Inghilterra, cioè nel 1720 o nel 1721. Nel frontespizio alla edizione del 1726 di Gulliver's Travels figura un finto ritratto di Gulliver all'età di 58 anni (cioè nel 1719).
Le prime edizioni del libro riportavano Lemuel Gulliver come autore: molti a quel tempo credevano fosse una persona reale. Swift, infatti, aveva pubblicato gran parte del suo lavoro anonimo o sotto pseudonimo.